# 220 mm Mle 1880

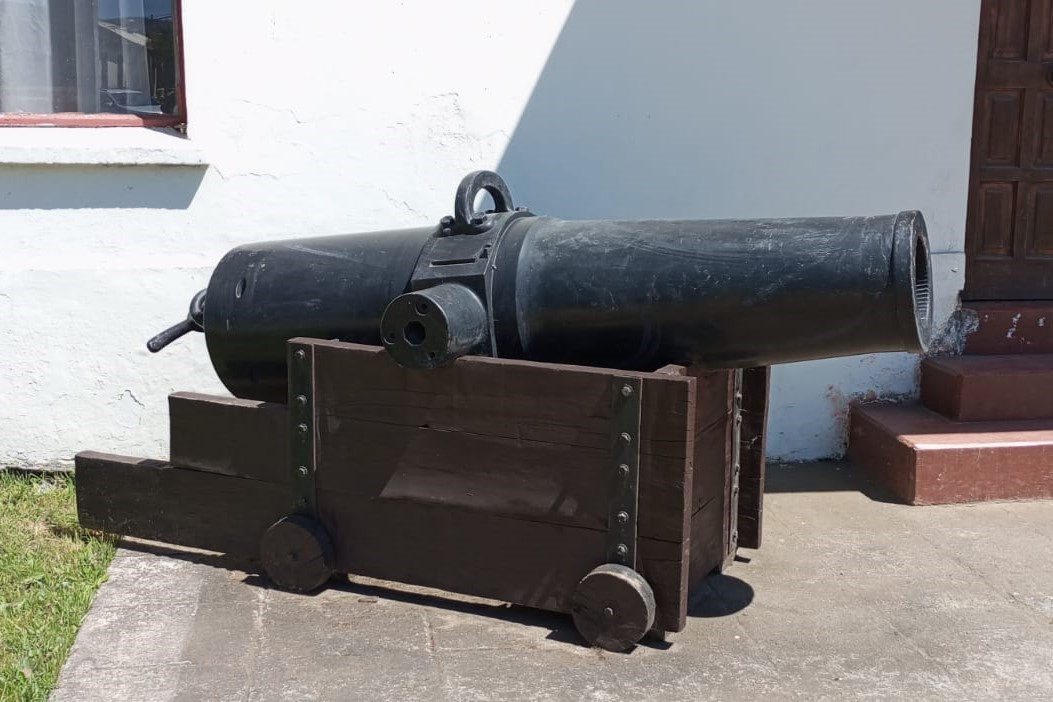
Mortaio da assedio M. di 220 M le 1880 corrispondente al n. 168. Si trova come pezzo da museo nella Società Logistica e Amministrativa N. 4 "Concepción" dell'Esercito cileno. Città: Concepción

Il Mortier de 220 Modèle 1880 de Bange era un obice pesante francese ad affusto rigido impiegato durante la prima guerra mondiale.

## Storia
Questo pezzo fu la risposta francese al mortaio tedesco da 210 mm, usato durante la guerra franco-prussiana negli assedi di Strasburgo, di Belfort e di Parigi. Esso faceva parte di una famiglia di pezzi di artiglieria realizzati dal colonnello Charles Ragon de Bange quando era direttore dell'Atelier de précision del Dépôt central di Parigi (dal 1869 al 1882), tutti accomunati dal sistema di chiusura a vite interrotta che prese il suo nome. Adottato nel 1880, fu prodotto in 330 esemplari, assegnati ai reggimenti di artiglieria campale pesante (régiments d'artillerie lourde de campagne) ed a quelli di artiglieria da fortezza (régiments d'artillerie à pied). I pezzi, per la loro potenza, vennero assegnati alle piazzeforti di prima categoria del Sistema Séré de Rivières ed installate in piazzole a cielo aperto ed in casematte a tiro indiretto. Nel novecento, benché obsoleto, fu acquistato dal Belgio e venne utilizzato nella prima guerra mondiale, sia nella forma originale che nelle due varianti migliorate. Dopo la Grande Guerra, il pezzo fu ritirato in favore del moderno Schneider 220 mm TR Mle 1915/1916.
Il pezzo, insieme al fratello maggiore da 270 mm Mle 1885, era il più potente del parco d'artiglieria francese. Il compito principale del pezzo era quello di battere, con il suo tiro indiretto, i ricoveri e i depositi protetti degli assedianti, ma venne anche destinato al fuoco di controbatteria: la grande potenza dei suoi proietti poteva mettere a tacere una batteria nemica con pochi colpi, mentre una granata da 220 mm poteva penetrare agevolmente nei depositi delle polveri degli assedianti, causandone la deflagrazione. La precisione del pezzo sotto i 4.000 m era molto elevata, ma l'assenza di un moderno freno di sparo rendeva il puntamento estremamente lento e la manovra molto faticosa per i serventi; inoltre, ad alzi vicini allo 0°, il rinculo era talmente potente da complicare ulteriormente la messa in batteria.

## Tecnica
La canna del Mle 1880, in acciaio, era costituita da un'anima con rigatura progressiva sinistrorsa a 60 rilievi, con un ordine di cerchiatura. L'otturatore era del tipo a vite interrotta tipo de Bange. La bocca da fuoco era lunga in totale 2,0 m e pesava 2.130 kg, compresi 147,5 kg dell'otturatore.
La bocca da fuoco era incavalcata direttamente sulle orecchioniere del semplice affusto rigido ad aloni in acciaio, detto de siege et de place, con assale anteriore e timone removibile nella coda per il collegamento all'avantreno. L'assale anteriore portava sia le ruote da strada che due piccoli rulli per la movimentazione sulla piattaforma; le due grandi ruote a razze in legno venivano utilizzate per gli spostamenti su strada; quando il pezzo veniva messo in batteria, queste venivano rimosse e l'affusto poggiava interamente sulla piattaforma di tiro. La piattaforma di tiro Mle 1882, in legno, era lunga 5,3 m (prolungabile a 7,85 m), pesante 4.514 kg e richiedeva 2,5 ore per essere approntata. L'energia del rinculo veniva assorbita unicamente dall'attrito dell'affusto sulla piattaforma; dopo ogni tiro il pezzo doveva essere riportato in punteria manualmente, con l'ausilio di leve.
Il pezzo utilizzava munizioni a cartoccio sacchetto. Per il caricamento il pezzo doveva essere portato ad alzo 0°; il caricamento della granata era facilitato da un braccio ruotante che facilitava il sollevamento della cucchiaia.
Il trasporto poteva essere effettuato da un tiro di dieci cavalli in un'unica vettura, costituita dal pezzo con le ruote montate e collegato a un avantreno.

## Varianti e derivati

### 220 mm Mle 1880/91
Nel 1891 centotrenta pezzi vennero modificati con l'introduzione di un nuovo affût Mle 1891 à chassis et plate forme métallique, che era in realtà una versione in scala opportunamente ridotta del 270 mm Mle 1885. Il pezzo così ottenuto, denominato Mortier de 220 mm Modèle 1881 Modifiée 1891, aveva un affusto rigido ad aloni simile all'originale ma più piccolo, che era incavalcato su un sottoaffusto; questo era costituito da un telaio metallico con due lisce inclinate, poggiante sulla piattaforma di tiro: allo sparo, il pezzo rinculava salendo sulle lisce, frenato dal cilindro idraulico del freno di sparo che collegava l'affusto alla parte anteriore del sottoaffusto, per poi tornare automaticamente in batteria per gravità, grazie all'inclinazione delle lisce di scorrimento.

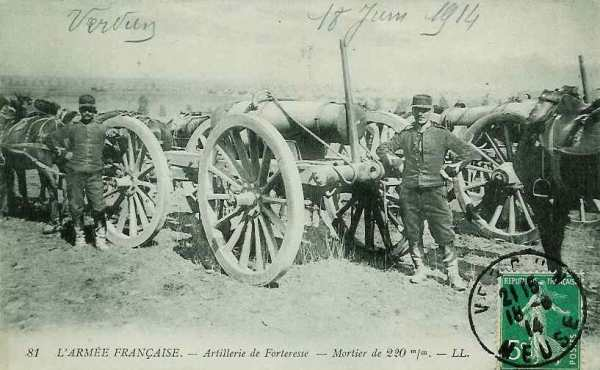
Vettura obice in configurazione di marcia

La cadenza di tiro saliva così dal colpo ogni 3 minuti del Mle 1880 ad un colpo ogni 2 minuti, tuttavia il peso del complesso quasi raddoppiava, passando a 8.500 kg. Il nuovo pezzo veniva trasporta in tre carichi: la vettura-piattaforma con sottoaffusto, la vettura-affusto, la vettura-obice. Ogni vettura era trainata da un tiro di 8 cavalli o da un trattore d'artiglieria.

### 220 mm Mle 1880 ACS
A partire dal 1915 le operazioni militari sul fronte occidentale si trasformarono in una guerra statica di trincea e di assedio. L'artiglieria francese necessitava di obici pesanti per distruggere le posizioni trincerate e le fortificazioni tedesche. In attesa della distribuzione del moderno 220 mm TR Schneider, l'Armée modificò parte dei suoi obici da 220 mm al fine di aumentarne la mobilità.
Il nuovo pezzo fu denominato Mortier de 220 Modèle 1880 sur affût de circonstance Schneider. L'affusto ed il sottoaffusto erano simili a quelli del Mle 1880/91. Esso poggiava su una piattaforma di tiro metallica, dotata anteriormente di due coppie di ruote metalliche piene e posteriormente di una coppia di ruote metalliche piene sterzanti, con barra di traino. I tre assali delle tre coppie di ruote erano collegati ad altrettanti martinetti: in configurazione di marcia i martinetti sollevavano la piattaforma di tiro sulle sei ruote; per il tiro le ruote venivano sollevate e la piattaforma poggiava sul terreno. Il sottoaffusto poteva brandeggiare di 24° sulla piattaforma di tiro/trasporto.
Il complesso non poteva essere scomposto per il traino e, con un peso che superava i 12.000 kg, doveva essere trainato da due trattori d'artiglieria pesanti accoppiati. La velocità media di traino era di 10 km/h. Inoltre l'elevata pressione specifica al suolo (4 kg/cm2) ne limitava gli spostamenti a terreni omogenei e solidi. La ridotta mobilità complessiva ne limitò fortemente l'uso sul campo ed il pezzo venne dismesso nel 1919, subito dopo la fine della Grande Guerra.

## Munizionamento
Il pezzo utilizzava un munizionamento a cartoccio a sacchetto. La polvere della carica propulsiva era contenuta in sacchetti di seta o in tessuto di amianto. Le carica propulsiva massima era di 6,35 kg di polvere SP1. 
| Tipo       | Nome                | Peso proietto | Carica                                                              | Note                                                   |
| ---------- | ------------------- | ------------- | ------------------------------------------------------------------- | ------------------------------------------------------ |
| Granata HE | Obus ordinaires     | 98 kg         | 6 kg (polvere nera) o 10 kg (melinite)                              | spoletta a percussione SM                              |
| Granata HE | Obus de 4½ calibres | 118 kg        | 32 kg (melinite)                                                    |                                                        |
| Mitraglia  | Obus à mitraille    |               | 2,55 kg (polvere MC30) + 520 pallette da 44 h + 45 pallette da 26 g | pallette in piombo indurito, spoletta a doppio effetto |